# Xã Cedar, Quận Lee, Iowa
Xã Cedar (tiếng Anh: Cedar Township) là một xã thuộc quận Lee, tiểu bang Iowa, Hoa Kỳ. Năm 2010, dân số của xã này là 376 người.